# Östergötlands runinskrifter 213
Runinskrift Ög 213 är en vikingatida gravhäll av kalksten som nu förvaras i Västerlösa kyrkas vapenhus i Västerlösa socken och Linköpings kommun, Vifolka härad i Östergötland. 

## Gravhällen
Den är av typen lockhäll som legat ovanpå en grav. Det rektangulära stenlocket har en ristning som förutom runor även innehåller djurornamentik. Enligt Brate är materialet grå granit. Hällen hittades 1729 när man öppnade en gravplats på kyrkogården. Lockhällen som varit avslagen är nu lagad. 
Runinskriften är ristad utmed lockets ytterkanter och runbandet inramar ornamentiken. Texten innehåller stungna i-runor medan andra stungna runor saknas. I translittererade och översatta former lyder inskriften enligt nedan:

## Inskriften
Originalskrift: ᛋᛏᚽᛁᚾᛚᛅᚢᚴ ᛬ ᛚᚽᛏ ᛬ ᛚᚽᚴᛁᛅ ᛬ ᛋᛏᚽᛁᚾ ᛬ ᚦᚽᚾᛅ ᛬ ᚢᚠᛁᚱ ᛬ (ᛅ)(ᛚ)ᚢᛁ ᛬ ᛋᚢᚾ ᛬ ᛋᛁᚾ ᛬ ᚴᚢᚦ ᛬ ᚼᛁᛅᛒᛁ ᛬ ᛋᛁᚬᛚ ᛬ ᚼᛅᚾᛋ ᛬ ᛅᚢᚴ ᛬ ᚴᚢᛋ ᛬ ᛘᚬᚦᛁᛦ 
Translitterering av runraden:
: steinlauk : let : lekia : stein : þena : ufiʀ : (a)(l)ui : sun : sin : kuþ : hiabi : siol : hans : auk : kus : moþiʀ :
Normalisering till runsvenska:
Stæinlaug let læggia stæin þenna yfiʀ Alve/Ølve, sun sinn. Guð hialpi sial hans ok Guðs moðiʀ.
Översättning till nusvenska:
Stenlög lät lägga denna sten över Alver, sin son. Gud hjälpe hans själ och Guds moder!

## Bild

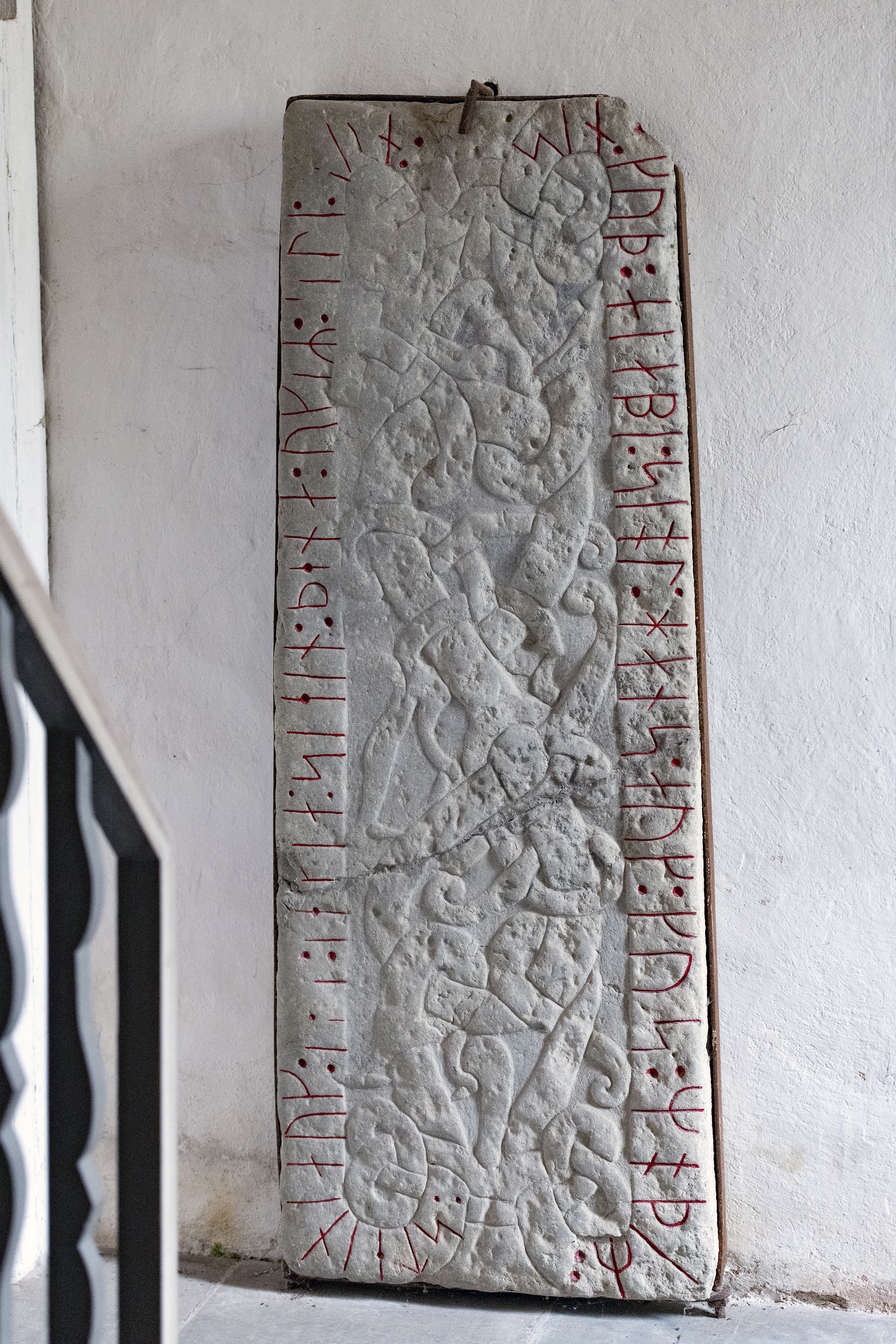
Ornerat kistlock till senvikingatida/medeltida gravmonument